# 漢沽駅
座標: 北緯39度01分46秒 東経117度39分40秒 / 北緯39.029534度 東経117.661228度
漢沽駅（かんこ-えき）は中華人民共和国天津市浜海新区にある中国国鉄北京鉄路局が管轄する駅である。

## 利用可能な鉄道路線
中華人民共和国鉄道部（中国国鉄）
- 津山線
- 漢南鉄道

## 駅周辺
- 車站飯店
- 大田鎮
- 宝鑫賓館
- 浜玉公路

## 歴史
- 1887年 - 開業。

## 隣の駅
中国国鉄
津山線
茶淀駅 - 漢沽駅 - 蘆台駅
漢南線
漢沽駅 - 付荘駅